# 李陸史
李 陸史（イ・ユクサ、り りくし、Yi Yuksa,　1904年5月18日 - 1944年1月16日）は、朝鮮の抗日詩人、独立運動家。本名は李 源三（イ・ウォンサム）。ペンネームの李陸史（イ・ユクサ）は初めて逮捕された時の囚人番号が264（韓国語でイ・ユク・サ）だったことにちなむ。字は台卿 。
日本や中国の北京大学に留学したエリートだったが、武装独立運動を行なっていた義烈団や朝鮮義勇軍などに参加し、独立軍資金募金、暗殺や爆破工作などのさまざまな秘密工作に関与した。しかし抗日独立運動に参加しながらも、詩作においても旺盛な活動を繰り広げた。代表詩集「陸史詩集」。

## 年譜

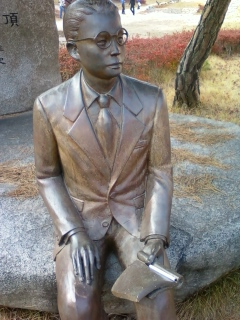
李陸史の銅像

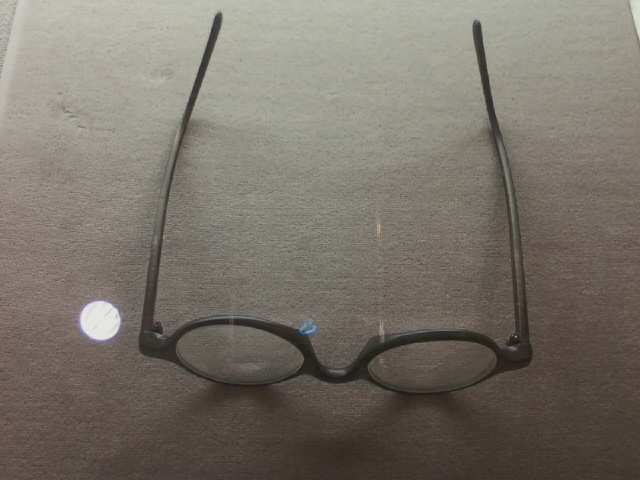
李陸史の眼鏡

- 1904年(0歳)　　5月18日慶尚北道安東市陶山面ウォンチョン里(当時原寸洞) 881番地で父・李家鎬（朝鮮の大儒学者である退渓李滉の13代の孫)と母・許吉の間に次男として生まれる、幼名はワンロック(源禄)、二番目の名前がウォンサム(源三)。
- 1909年(7歳)　　祖父、痴軒・李中稙から小学手習い
- 1916年(12歳)　祖父別世、家勢が傾き始める、漢文学修学、この頃普文義塾で修学
- 1919年(15歳)　陶山公立初等学校(普文義塾を公立で改編) 第1回卒業
- 1920年(16歳)　安東市に引っ越し、親を含めた家族皆大邱(南山洞62番地)に引っ越し、
- 1921年(17歳)　霊泉郡華北面烏梧洞の安庸洛の娘イルヤン(一陽)と結婚,妻家に近い白鶴学校(1921設立)で修学(補習科過程- 1922年まで)
- 1923年(19歳)　白鶴学校で教鞭を取る(9か月の間)
- 1924年(20歳)　4月学期に合わせて日本留学
- 1925年(21歳)　1月に帰国、大邱朝陽会館を中心に活動、イ・チョンギなどと語らって北京に赴く
- 1926年(22歳)　北京で修学、広東省広州の中山大学で後学期修学
- 1927年(23歳)　中山大学在学中、夏に帰国、 チャン・シンホン義挙事件(10月18日朝鮮銀行大邱支店爆破事件)に連座して拘束される
- 1929年,(25歳)　5月に釈放(12月に無実で終決).中外日報記者
- 1930年(26歳)　1月3日最初の詩 「言葉」を『朝鮮日報』に発表(李活名)、息子ドンユン(東胤）生まれる.(満2歳に死亡) 10月大邱二六四の名で「大邱社会団体概観」発表
- 1931年(27歳)　1月に大邱檄文事件で拘束, 3月釈放,頻繁に満洲通い. 3か月滞在して年末に帰国. 8月朝鮮日報社に転職、大邱支局勤務.
- 1932年(28歳)　北京,天津に滞在.上海で魯迅と出会う.北京から南京に移動して、10月10日に南京近郊に開学した朝鮮革命軍事政治学校1期生として入校
- 1933年(29歳)　4月20日1期生で卒業(26人),卒業式に演劇公演, 5月に上海に移動、7月ソウルに潜入
- 1934年(30歳)　4月に『大衆』創刊号に評論[自然科学と唯物弁証法]掲載、3月22日軍事幹部学校出身発覚して拘束される. 6月起訴猶予意見で釈放(8月起訴猶予確定),時事評論また執筆手始め.
- 1935年(31歳)　シン・ソクチョと出会って親交,茶山逝世99週年記念{茶山文集}刊行に参加,新朝鮮社の{新朝鮮)編集に参加,本格的に詩を発表.
- 1936年(32歳)　7月浦項で休養
- 1937年(33歳)　ソウル明倫洞に居住,評論の性格変わる(時事から文学に)
- 1938年(34歳)　シン・ソクチョ、チェヨン、イ・ミョンリョンなどと慶州旅行、秋にシン・ソクチョと扶余観覧、11月父の回甲宴
- 1939年(35歳)　鍾岩洞引っ越し、「青葡萄」発表
- 1940年(36歳)　詩「絶頂」、「狂人の太陽」など発表
- 1941年(37歳)　2月娘オックビ(沃非)生まれる.聖母病院入院,父親の喪
- 1942年(38歳)　2月聖母病院退院、母親と長兄死去し、安東ウォンチョンの本家に帰郷、7月ソウルのスユ里居住
- 1943年(39歳)　1月親友に北京行きを明らかにする、ハングル使用規制受けると一時、漢詩だけ発表. 4月北京に行く、重慶と延安行及び国内武器搬入計画立てる. 7月母親と長兄の一周忌に参加しに帰国、晩秋に検挙され、北京に移送される,駐北京日本総領事館警察に拘禁されたものと推定される
- 1944年(40歳)　1月16日夜明け、北京駐在日本総領事館監獄で殉国刑死、同志であると同時に親戚でもあるイ・ビョンフィ(女)によって遺体が引き取られ、葬礼行われる
- 1946年 弟の文芸評論家・李源朝[1]により「陸史詩集」を没後刊行

## 註
1. ↑  日本の敗戦による解放後、林和らとともに朝鮮文学建設本部で活動したが、1953年に南労党事件で裁判にかけられ、1955年に処刑された